# Friba Razayee
Friba Razayee (* 3. September 1985 in Kabul) ist eine afghanische Judoka. Zusammen mit Robina Muqimyar war sie 2004 die erste afghanische Frau, die jemals an Olympischen Spielen teilnahm.
Razayee floh während der Herrschaft der Taliban mit ihrer Familie nach Pakistan. Dort kam sie erstmals mit Kampfsport in Berührung und begann zu boxen. Nach der Rückkehr in ihre Heimat 2002 wechselte sie zum Judo und begann ab 2003, sich auf die Olympischen Spiele vorzubereiten.
Bei den Olympischen Spielen in Athen trat Razayee im Mittelgewicht an. In der ersten Runde traf sie am 18. August 2004 auf die spanische Vize-Europameisterin Cecilia Blanco und unterlag nach 45 Sekunden mit Ippon.
Razayees Trainer war der Norweger Stig Traavik, der 1992 selbst an den Olympischen Spielen teilnahm.
Sie setzt sich für Frauen in Afghanistan ein, die unter der Talbian-Herrschaft leiden. Sie forderte Konsequenzen vom IOC.